# Koja (plaats)
Koja is een kelurahan in het gelijknamige onderdistrict Koja in het noorden van Jakarta, Indonesië. De wijk telt 26.373 inwoners (volkstelling 2010).